# HLA-DRA
HLA-DRA (англ. Major histocompatibility complex, class II, DR alpha) – білок, який кодується однойменним геном, розташованим у людей на короткому плечі 6-ї хромосоми. Довжина поліпептидного ланцюга білка становить 254 амінокислот, а молекулярна маса — 28 607.
| 10         |  | 20         |  | 30         |  | 40         |  | 50         |
| ---------- |  | ---------- |  | ---------- |  | ---------- |  | ---------- |
| MAISGVPVLG |  | FFIIAVLMSA |  | QESWAIKEEH |  | VIIQAEFYLN |  | PDQSGEFMFD |
| FDGDEIFHVD |  | MAKKETVWRL |  | EEFGRFASFE |  | AQGALANIAV |  | DKANLEIMTK |
| RSNYTPITNV |  | PPEVTVLTNS |  | PVELREPNVL |  | ICFIDKFTPP |  | VVNVTWLRNG |
| KPVTTGVSET |  | VFLPREDHLF |  | RKFHYLPFLP |  | STEDVYDCRV |  | EHWGLDEPLL |
| KHWEFDAPSP |  | LPETTENVVC |  | ALGLTVGLVG |  | IIIGTIFIIK |  | GVRKSNAAER |
| RGPL       |  |            |  |            |  |            |  |            |

A: Аланін

C: Цистеїн

D: Аспарагінова кислота

E: Глутамінова кислота

F: Фенілаланін

G: Гліцин

H: Гістидин

I: Ізолейцин

K: Лізин

L: Лейцин

M: Метіонін

N: Аспарагін

P: Пролін

Q: Глутамін

R: Аргінін

S: Серин

T: Треонін

V: Валін

W: Триптофан

Задіяний у таких біологічних процесах, як імунітет, взаємодія хазяїн-вірус. 
Локалізований у клітинній мембрані, мембрані, ендоплазматичному ретикулумі, лізосомі, апараті гольджі, ендосомах.